# Montirat (Tarn)
Montirat is een gemeente in het Franse departement Tarn (regio Occitanie) en telt 319 inwoners (1999). De plaats maakt deel uit van het arrondissement Albi.

## Geografie
De oppervlakte van Montirat bedraagt 28,0 km², de bevolkingsdichtheid is 11,4 inwoners per km².
De onderstaande kaart toont de ligging van Montirat (Tarn) met de belangrijkste infrastructuur en aangrenzende gemeenten.

## Demografie
Onderstaande figuur toont het verloop van het inwonertal (bron: INSEE-tellingen).